# Хорватская литература
Хорватской литературой называются литературные произведения, которые были созданы средневековой и современной культурой хорватов, Хорватии и хорватского языка.
Современный хорватский язык, его форма и орфография были стандартизированы в конце XIX века, но понятие «хорватская литература» охватывает и старые произведения, написанные в Хорватии на церковно-славянском и средневековой латыни, а также народные произведения, написанные на Чакавском и Кайкавском диалектах.

## История

### Самые ранние образцы литературы

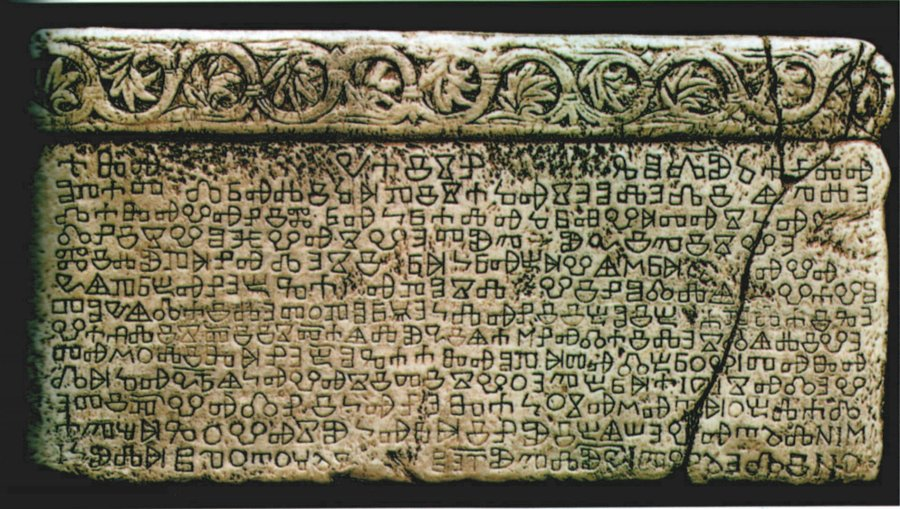
Башчанская плита

Большинство древнейших хорватских литературных произведений были написаны на хорватском и латинском языке.
В трудах использовалось три алфавита: латиница, глаголица и кириллица. Древнейшие образцы хорватской литературы восходят к IX и XI векам. Башчанская плита была написана в XI веке и считается старейшим документом, написанным на хорватском языке. Каменная плита содержит надпись, текст которой гласит о пожертвовании королём Дмитаром Звонимиром участка земли бенедиктинскому аббатству под управлением аббата Држихи.
Повлянский список является самым ранним хорватским памятником, который был написан на кириллице. Он датируется XII веком, и происходит с острова Брач. Написан на архаичном Чакавском диалекте.

### Барокко
Хорватские писатели и поэты эпохи барокко:
- Баракович, Юрий
- Белостенец, Иван
- Вучич, Иван Бунич
- Габделич, Юрай
- Гундулич, Иван
- Джурджевич, Игнят
- Дивкович, Матия
- Зринская, Катарина
- Зринский, Пётр
- Канавелич, Пётр
- Каванин, Еролим
- Кашич, Бартол
- Крижанич, Юрий
- Пава Риттер Витезович
- Палмотич, Джунье
- Раньина, Динко
- Франкопан, Фран Крсто

### Эпоха Просвещения
- Ловро Шитович